# Daniel Gad
Pour les articles homonymes, voir Gad.
 (mai 2024).
La mise en forme du texte ne suit pas les recommandations de Wikipédia : il faut le « wikifier ».
Les points d'amélioration suivants sont les cas les plus fréquents. Le détail des points à revoir est peut-être précisé sur la page de discussion.
- Les titres sont pré-formatés par le logiciel. Ils ne sont ni en capitales, ni en gras.
- Le texte ne doit pas être écrit en capitales (les noms de famille non plus), ni en gras, ni en italique, ni en « petit »…
- Le gras n'est utilisé que pour surligner le titre de l'article dans l'introduction, une seule fois.
- L'italique est rarement utilisé : mots en langue étrangère, titres d'œuvres, noms de bateaux, etc.
- Les citations ne sont pas en italique mais en corps de texte normal. Elles sont entourées par des guillemets français : « et ».
- Les listes à puces sont à éviter, des paragraphes rédigés étant largement préférés. Les tableaux sont à réserver à la présentation de données structurées (résultats, etc.).
- Les appels de note de bas de page (petits chiffres en exposant, introduits par l'outil «  Source ») sont à placer entre la fin de phrase et le point final[comme ça].
- Les liens internes (vers d'autres articles de Wikipédia) sont à choisir avec parcimonie. Créez des liens vers des articles approfondissant le sujet. Les termes génériques sans rapport avec le sujet sont à éviter, ainsi que les répétitions de liens vers un même terme.
- Les liens externes sont à placer uniquement dans une section « Liens externes », à la fin de l'article. Ces liens sont à choisir avec parcimonie suivant les règles définies. Si un lien sert de source à l'article, son insertion dans le texte est à faire par les notes de bas de page.
- La présentation des références doit suivre les conventions bibliographiques. Il est recommandé d'utiliser les modèles {{Ouvrage}}, {{Chapitre}}, {{Article}}, {{Lien web}} et/ou {{Bibliographie}}. Le mode d'édition visuel peut mettre en forme automatiquement les références.
- Insérer une infobox (cadre d'informations à droite) n'est pas obligatoire pour parachever la mise en page.

Pour une aide détaillée, merci de consulter Aide:Wikification.
Si vous pensez que ces points ont été résolus, vous pouvez retirer ce bandeau et améliorer la mise en forme d'un autre article.
Daniel Gad (en hébreu : דניאל גד), né le 9 décembre 1990, est un acteur et un musicien israélien.

## Biographie
Daniel Gad est né et a grandi à Rehovot, d'une mère d'origine irako-tripolitaine et d'un père roumano-polonais. Son père est Simha Gad, un ancien footballeur qui a joué pour le Maccabi Sha'araim FC. Il a commencé sa carrière d'acteur en jouant sur la scène jeunes de sa ville de 2003 à 2009. Ensuite, il s'est enrôlé dans l'armée israélienne et a servi dans le théâtre de Tsahal. De 2013 à 2016, il a étudié le théâtre au Nissan Nativ Acting Studio.

## Carrière

### Rôles au théâtre et sur scène
En 2006, il joue dans la comédie musicale Oliver ! dans le rôle de Bill Sikes et dans la pièce Andorra, où il a joué Andri.
En 2008, il incarne le personnage d'Assaf dans Misrakim Behatser Haahorit, une pièce qui a été présentée au Sal Tarbut Artzi dans les collèges et lycées. La même année, il joue un autre rôle principal, dans la comédie musicale Aladin. En 2009, il incarne le personnage d'Hamlet dans la pièce Hamlet de William Shakespeare.
En 2011, il participe à la série Galis. En 2013, il a participé au Galis Show, et en 2016, il est apparu dans le spectacle Galisof, tous deux au stade Menora Mivtachim.
En 2017, il incarne William Shakespeare dans la pièce Shakespeare in Love du théâtre Habima. La même année, il participe au Festigal.
En 2018, il commence à participer à la pièce Les Sept Jours du théâtre Beit Lessin.

### Rôles à la télévision et au cinéma
Gad a commencé sa carrière en tant qu'acteur de cinéma dans le film Les Sept Jours, projeté en 2007. En 2009, il joue dans la série jeunesse As the Bell Rings sur Disney Channel Israel, dans le rôle de Shashi Carasso.
En 2011, il incarne Yuval Turjeman dans la série télévisée Downtown Precinct réalisée par Amir Man, diffusée sur Channel 10. En 2012, il joue, dans le rôle d'Ofer Somech, dans la série The Gordin Cell réalisée par Daniel Syrkin sur yes.
Entre les années 2012-2016, il a joué le personnage de Dori Aharoni, le rôle principal du teen drama Galis réalisée par Oded Raz, dans toutes ses saisons.
En avril 2014, sort le film Farewell Baghdad, basé sur le best-seller d'Eli Amir et réalisé par Nissim Dayan, où Gad joue le personnage de Kabi Imari dans le rôle principal, aux côtés de Yasmin Ayun, Ahuva Keren, Uri Gavriel, Menashe Noa, Yigal Naor et plus.
En 2016, Gad est apparu dans un rôle principal dans la série télévisée Susey Pere, diffusée aux abonnés HOT sur la chaîne israélienne Zoom.
En 2016, il est aussi apparu dans le film Galis: Connect. La même année, il commence à participer à la série Gar'inim et à la série Oboy dans le rôle de Tom Berger.
De 2017 à 2021, il a joué dans la série dramatique de HOT Shabanikim, dans le rôle d'Avinoam.
En 2018, il joue dans la série McMafia pour la BBC. La même année, il incarne Tomer dans le long métrage Mekulalim.
En 2020, il joue dans la série Machane Aba diffusée sur la chaîne israélienne KIDZ, dans le rôle de Piper.
De 2021-2023, il joue le rôle de Yoav dans la série The Cops. La série a été diffusée sur la chaîne Keshet 12. La même année, il joue également dans les séries Motek Bool BaEmtza et Sky. Il a également joué dans le film/série télévisée The Stronghold.

## Vie privée
En 2012, il était en couple avec l'actrice israélienne Joy Rieger.

## Filmographie

### Télévision
- 2011 : As the Bell Rings 2 de Shabtai Kaminer : Shashi Carasso
- 2011 : Downtown Precinct d'Amir Mann : Yuval Turjeman
- 2012 : The Gordin Cell de Daniel Syrkin : Ofer Somech
- 2012-2016 : Galis de Oded Raz et Aviad Kaydar : Dori Aharoni
- 2016 : Susey Pere de Emil Ben-Shimon : Nati Avital
- 2016 : Garinim de Yossi Keren et Shahar Reznik : Ben
- 2016-2018 : Oboy de Rani Sa'ar : Tom Berger
- 2018 : McMafia de James Watkins: Ezra Levi
- Depuis 2018 : Shababnikim de Eliran Malka : Avinoam Lasri
- 2020 : Machane Aba de Yoni Gera : Sergent Doron Nisky "Piper"
- 2021 : Sky de Giora Chamizer et Noa Pnini : Hagai
- 2021-2023 : The Cops de Rotem Shamir et Yuval Yefet : Yoav Keshti
- Depuis 2021 : Motek Bool BaEmtza de Shmuel Hasfari : Helmon Shasha
- 2023 : The Stronghold de Lior Chefetz : Lieutenant Shlomo Erdinast

### Cinéma
- 2008 : Les Sept Jours de Shlomi Elkabetz et Ronit Elkabetz : le fils d'Ilana
- 2014 : Farewell Baghdad de Nissim Dayan : Kabi Imari
- 2016 : Galis: Connect d'Asaf Korman : Dory
- 2018 : Mekulalim de Evgeny Ruman : Tomer
- 2019 : White Eye de Tomer Shushan : Omer
- 2023 : The Stronghold de Lior Chefetz : Lieutenant Shlomo Erdinast
- 2023 : Rashbi  de Yehuda Grovais : Elazar ben Shimon